# Aspartimas formosanus
Aspartimas formosanus är en tvåvingeart som först beskrevs av Günther Enderlein 1921.  Aspartimas formosanus ingår i släktet Aspartimas och familjen vapenflugor.
Artens utbredningsområde är Taiwan. Inga underarter finns listade i Catalogue of Life.